# Géodésie
Géodésie är en udde i Antarktis. Den ligger i Östantarktis. Frankrike gör anspråk på området.
Terrängen inåt land är kuperad åt sydväst, men österut är den platt. Havet är nära Géodésie åt nordost.  Trakten är glest befolkad. Närmaste befolkade plats är Dumont d'Urville Station, 6,8 kilometer öster om Géodésie. 